# C. Timothy O'Meara
Carroll Timothy O'Meara, detto Tim (Sherman Oaks, 22 aprile 1943 – Chatsworth, 16 maggio 2007), è stato un montatore statunitense.
È stato candidato all'Oscar al miglior montaggio per The Rose.

## Biografia
Figlio della doppiatrice Jean Vander Pyl, O'Meara è stato assistente al montaggio di Marcia Lucas (Alice non abita più qui) e John C. Howard (Mezzogiorno e mezzo di fuoco). Ha montato diversi film di John Milius, tra cui Conan il barbaro e Un mercoledì da leoni. Nel 1980 è stato candidato all'Oscar al miglior montaggio assieme a Robert L. Wolfe per il film The Rose, mentre nel 1983 ha vinto un Emmy per la miniserie Uccelli di rovo.

## Filmografia

### Cinema
- Un mercoledì da leoni (Big Wednesday), regia di John Milius (1978)
- The Rose, regia di Mark Rydell (1979)
- Vivere alla grande (Going in Style), regia di Martin Brest (1979)
- Conan il barbaro (Conan the Barbarian), regia di John Milius (1982)
- Giochi stellari (The Last Starfighter), regia di Nick Castle (1984)
- Ritorno dalla quarta dimensione (My Science Project), regia di Jonathan R. Betuel (1985)
- Colpo vincente (Hoosiers), regia di David Anspaugh (1986)
- Il salvataggio (The Rescue), regia di Ferdinand Fairfax (1988)
- Addio al re (Farewell to the King), regia di John Milius (1989)
- 4 pazzi in libertà (The Dream Team), regia di Howard Zieff (1989)
- Flashback, regia di Franco Amurri (1990)
- L'ultimo attacco (Flight of the Intruder), regia di John Milius (1991)
- Detective coi tacchi a spillo (V. I. Warshawski), regia di Jeff Kanew (1991)
- Fuoco incrociato (Point of Impact), regia di Bob Misiorowski (1993)
- Un piedipiatti e mezzo (Cop and a Half), regia di Henry Winkler (1994)
- Pesi massimi (Heavyweights), regia di Steven Brill (1995)
- Storie d'amore (The Grass Harp), regia di Charles Matthau (1995)
- Bad Moon - Luna mortale (Bad Moon), regia di Eric Red (1996)
- Musica da un'altra stanza (Music from Another Room), regia di Charlie Peters (1998)
- Diamonds, regia di John Asher (1999)
- The Amati Girls, regia di Anne De Salvo (2000)
- Beethoven 4 (Beethoven's 4th), regia di David Mickey Evans (2001)

### Televisione
- Father Damien: The Leper Priest, regia di Steve Gethers – film TV (1980)
- Uccelli di rovo (The Thorn Birds) – miniserie TV, 2 puntate (1983)
- Il rapimento di Kary Swenson (The Abduction of Kari Swenson), regia di Stephen Gyllenhaal – film TV (1987)
- L'ultimo fuorilegge (The Last Outlaw), regia di Geoff Murphy – film TV (1993)
- Giustizia cieca (Blind Justice), regia di Richard Spence – film TV (1994)
- The Marriage Fool, regia di Charles Matthau – film TV (1998)
- Undeclared – serie TV, 7 episodi (2001-2002)

## Riconoscimenti
- Premio Oscar
  - 1980 – Candidatura al miglior montaggio per The Rose
- Primetime Emmy Awards
  - 1983 – Miglior montaggio in una miniserie o special TV per Uccelli di rovo
- American Cinema Editors
  - 1984 – Candidatura al miglior montaggio in una miniserie televisiva per la 3ª puntata di Uccelli di rovo
  - 1987 – Candidatura al miglior montaggio in un lungometraggio per Colpo vincente